# Prix Barbara-Dex
Le Prix Barbara-Dex était une récompense humoristique annuelle décernée de 1997 à 2021 par des internautes votant en ligne, en marge du Concours Eurovision de la chanson. Il couronne l'interprète le plus mal habillé de l'édition concernée.

## Historique

### Origine et création
Le prix tire son nom de la représentante belge Barbara Dex à l'édition 1993 du concours. Cette chanteuse porta le soir de la finale du 15 mai à Millstreet (Irlande), un ensemble beige qu'elle avait réalisé elle-même et qui retint l'attention du public et des commentateurs. Barbara Dex termina dernière et causa la première relégation de la Belgique (le pays manquant alors, pour la première fois depuis 1956, une édition du concours). 
Le commentateur  néerlandais et comédien, Paul de Leeuw, plaisanta Barbara Dex et déclara qu'« un prix de la robe la plus laide devrait être créé en son honneur ». Par conséquent, la prestation de la chanteuse devint rapidement l’objet d’un culte de la part des fans. Deux d'entre eux, Edwin Van Thillo et Rob Paardekam, originaires des Pays-Bas, créèrent en 1997 le prix portant son nom, qui récompenserait « l'artiste doté(e) du look le plus marquant ». Ils le décernèrent eux-mêmes les deux premières années, puis à partir de 1999, demandèrent aux internautes d'attribuer le prix par un scrutin en ligne, hébergé tout d'abord par le site The House of Eurovision puis par songfestival.be à partir de 2017.

### Palmarès
Vingt-et-un pays ont été récompensés au moins une fois. 
Parmi tous les pays, trois ont obtenu deux fois le prix :
- La Serbie (en 2010 et 2013)
- La Macédoine (en 2005 et 2018)
- Le Portugal (en 2006 et 2019).

Sur les vingt-quatre artistes ayant obtenu le prix, neuf ont été éliminés en demi-finale. 
Le récipiendaire, qui a obtenu le meilleur classement au concours est Verka Serduchka, classée 2e, pour l'Ukraine, lors de la finale de l'édition 2007. À l'inverse, deux chanteuses, détentrices du prix, ont terminé dernière de la finale : Lydia, pour l'Espagne, lors de l'édition 1999 et la Belge Nathalie Sorce en 2000.

### Suppression
Le 13 mars 2022, le site hébergeant le vote, Songfestival, annonce la disparition du prix à compter de l'édition 2022 du concours. Le prix est supprimé en raison de sa connotation négative, qui selon les organisateurs et organisatrices, est « devenue trop prégnante » et suscitait des critiques croissantes[réf. nécessaire].

## Récapitulatif par année
| Année | Artiste                                                | Pays                                                   | Chanson                                                | Place (en finale)                                      | Place (en demi-finale)                                 |
| ----- | ------------------------------------------------------ | ------------------------------------------------------ | ------------------------------------------------------ | ------------------------------------------------------ | ------------------------------------------------------ |
| 1997  | Debbie Scerri                                          | Malte                                                  | Let Me Fly                                             | 09                                                     |                                                        |
| 1998  | Guildo Horn                                            | Allemagne                                              | Guildo hat euch lieb!                                  | 07                                                     |                                                        |
| 1999  | Lydia                                                  | Espagne                                                | No quiero escuchar                                     | 23                                                     |                                                        |
| 2000  | Nathalie Sorce                                         | Belgique                                               | Envie de vivre                                         | 24                                                     |                                                        |
| 2001  | Piasek                                                 | Pologne                                                | 2 Long                                                 | 20                                                     |                                                        |
| 2002  | Michalis Rakintzis                                     | Grèce                                                  | S.A.G.A.P.O                                            | 17                                                     |                                                        |
| 2003  | t.A.T.u.                                               | Russie                                                 | Nje vjer, nje bojsa                                    | 03                                                     |                                                        |
| 2004  | Sanda Ladosi                                           | Roumanie                                               | I Admit                                                | 18                                                     |                                                        |
| 2005  | Martin Vučić                                           | Macédoine                                              | Make My Day                                            | 17                                                     | 09                                                     |
| 2006  | Nonstop                                                | Portugal                                               | Coisas de nada                                         |                                                        | 19                                                     |
| 2007  | Verka Serduchka                                        | Ukraine                                                | Dancing Lasha Tumbai                                   | 02                                                     |                                                        |
| 2008  | Gisela                                                 | Andorre                                                | Casanova                                               |                                                        | 15                                                     |
| 2009  | Zoli Ádok                                              | Hongrie                                                | Dance with Me                                          |                                                        | 15                                                     |
| 2010  | Milan Stanković                                        | Serbie                                                 | Ovo je Balkan                                          | 13                                                     | 05                                                     |
| 2011  | Eldrine                                                | Géorgie                                                | One More Day                                           | 09                                                     | 06                                                     |
| 2012  | Rona Nishliu                                           | Albanie                                                | Suus                                                   | 05                                                     | 02                                                     |
| 2013  | Moje 3                                                 | Serbie                                                 | Ljubav je svuda                                        |                                                        | 11                                                     |
| 2014  | Vilija Matačiūnaitė                                    | Lituanie                                               | Attention                                              |                                                        | 11                                                     |
| 2015  | Trijntje Oosterhuis                                    | Pays-Bas                                               | Walk Along                                             |                                                        | 14                                                     |
| 2016  | Nina Kraljić                                           | Croatie                                                | Lighthouse                                             | 23                                                     | 10                                                     |
| 2017  | Slavko Kalezić                                         | Monténégro                                             | Space                                                  |                                                        | 16                                                     |
| 2018  | Eye Cue                                                | Macédoine                                              | Lost And Found                                         |                                                        | 18                                                     |
| 2019  | Conan Osíris                                           | Portugal                                               | Telemóveis                                             |                                                        | 15                                                     |
| 2020  | Concours annulé à la suite de la pandémie de Covid-19. | Concours annulé à la suite de la pandémie de Covid-19. | Concours annulé à la suite de la pandémie de Covid-19. | Concours annulé à la suite de la pandémie de Covid-19. | Concours annulé à la suite de la pandémie de Covid-19. |
| 2021  | TIX                                                    | Norvège                                                | Fallen Angel                                           | 18                                                     | 10                                                     |

- Première place
- Deuxième place
- Troisième place
- Dernière place

 Qualification automatique en finale
 Élimination en demi-finale

## Galerie

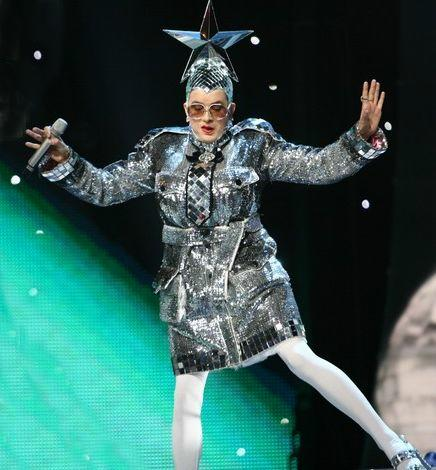
Verka Serduchka, gagnant en 2007.
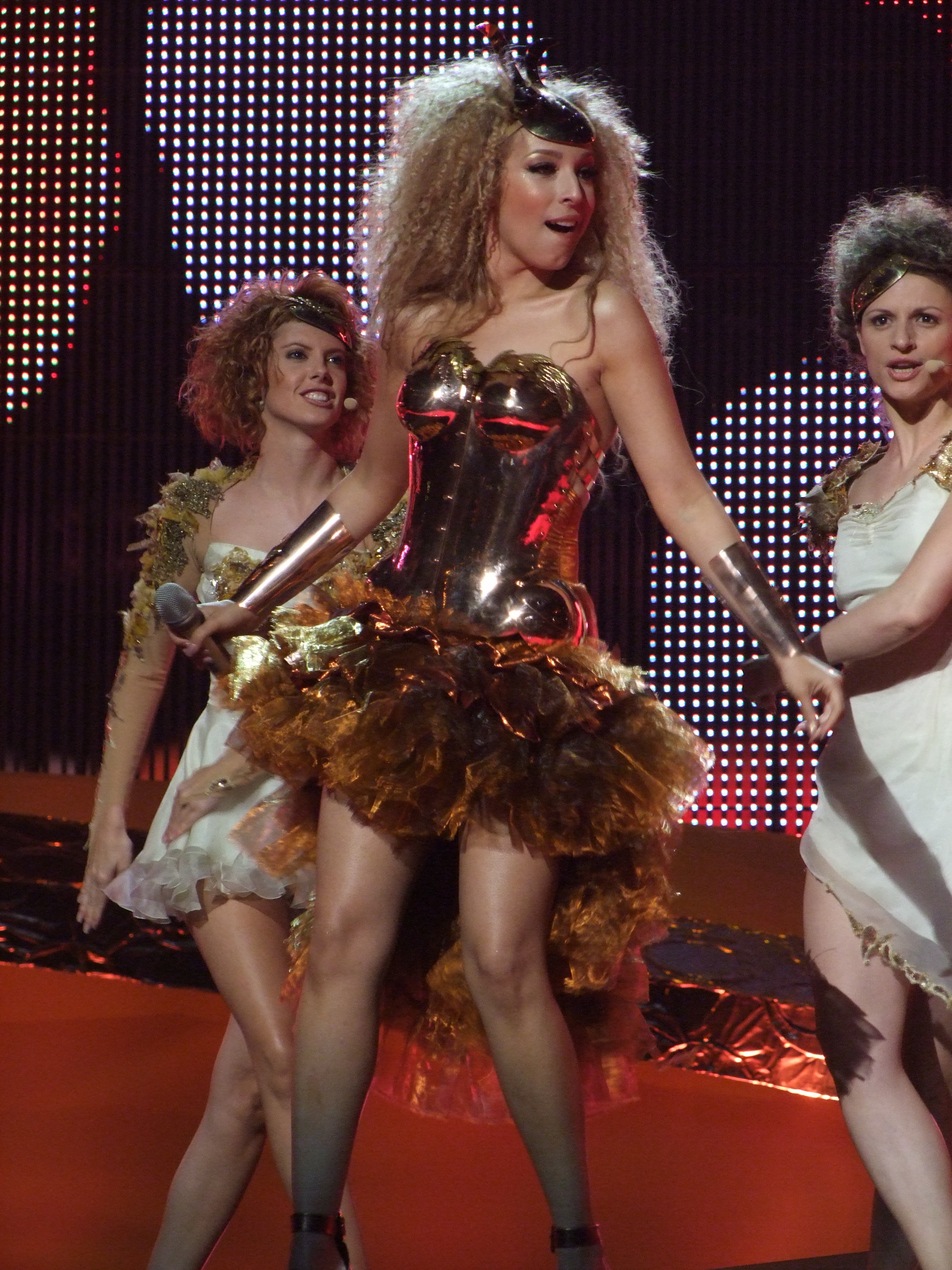
Gisela, gagnante en 2008.
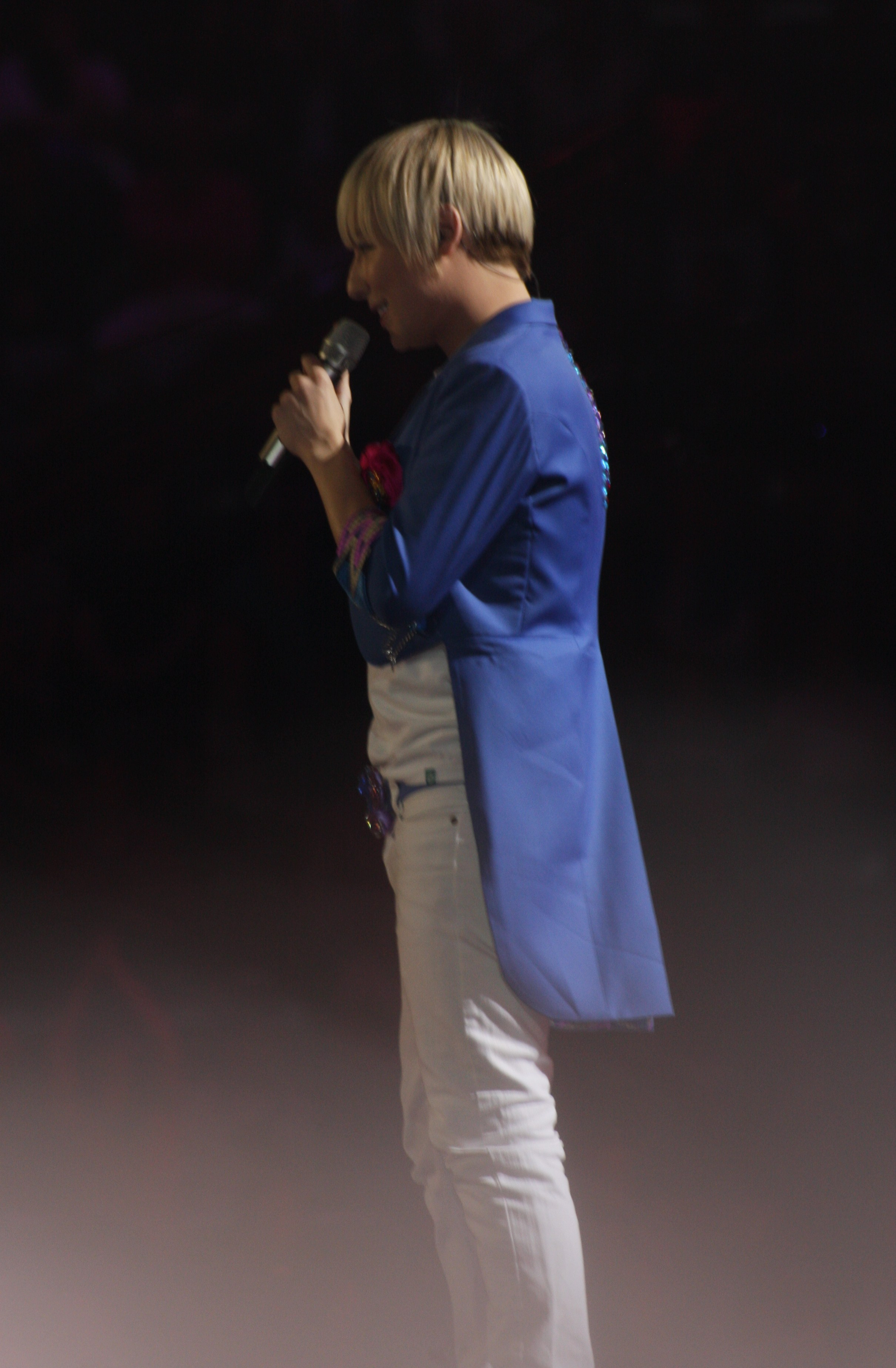
Milan Stankovic, gagnant en 2010.
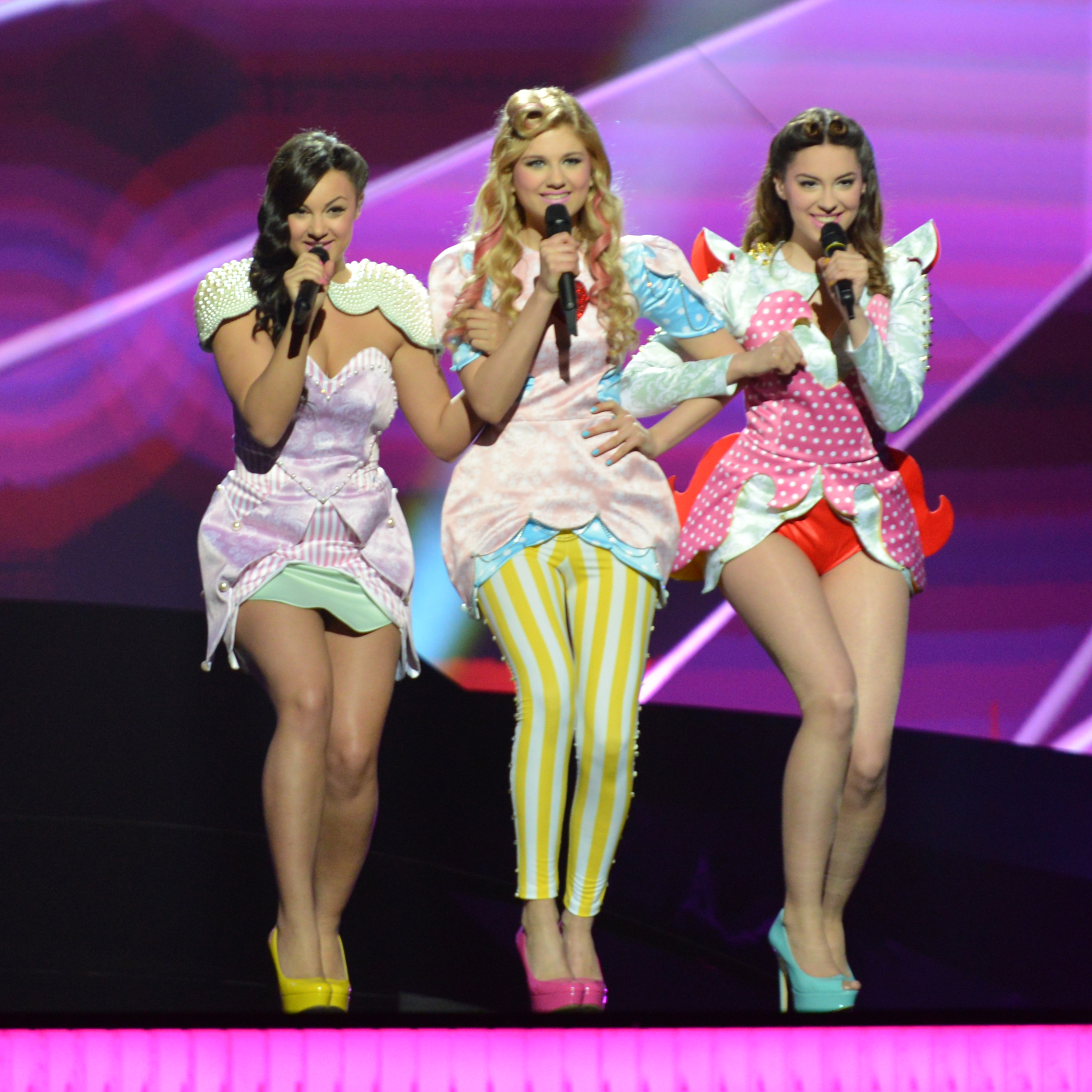
Moje 3, gagnantes en 2013.
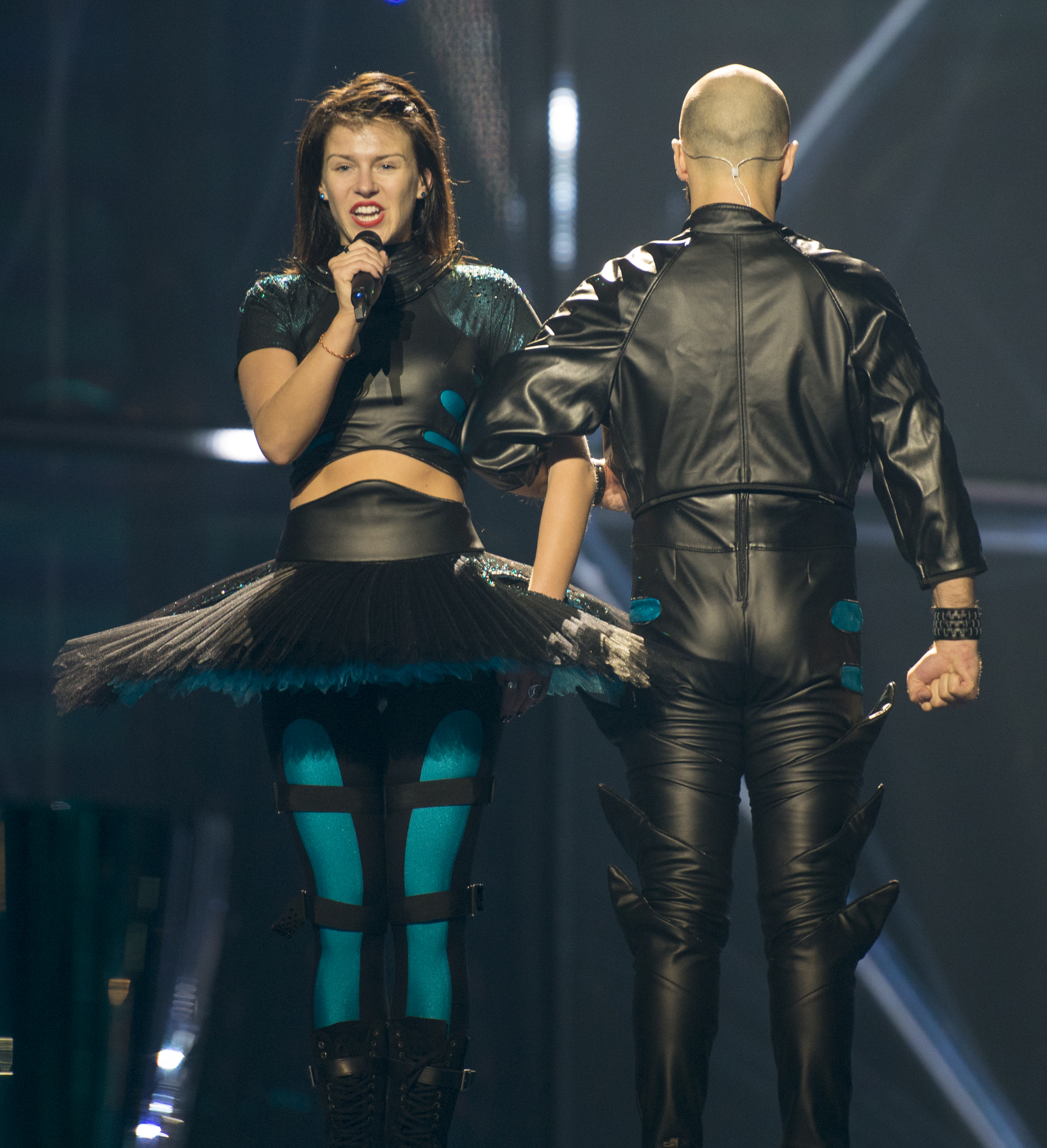
Vilija Matačiūnaitė, gagnante en 2014
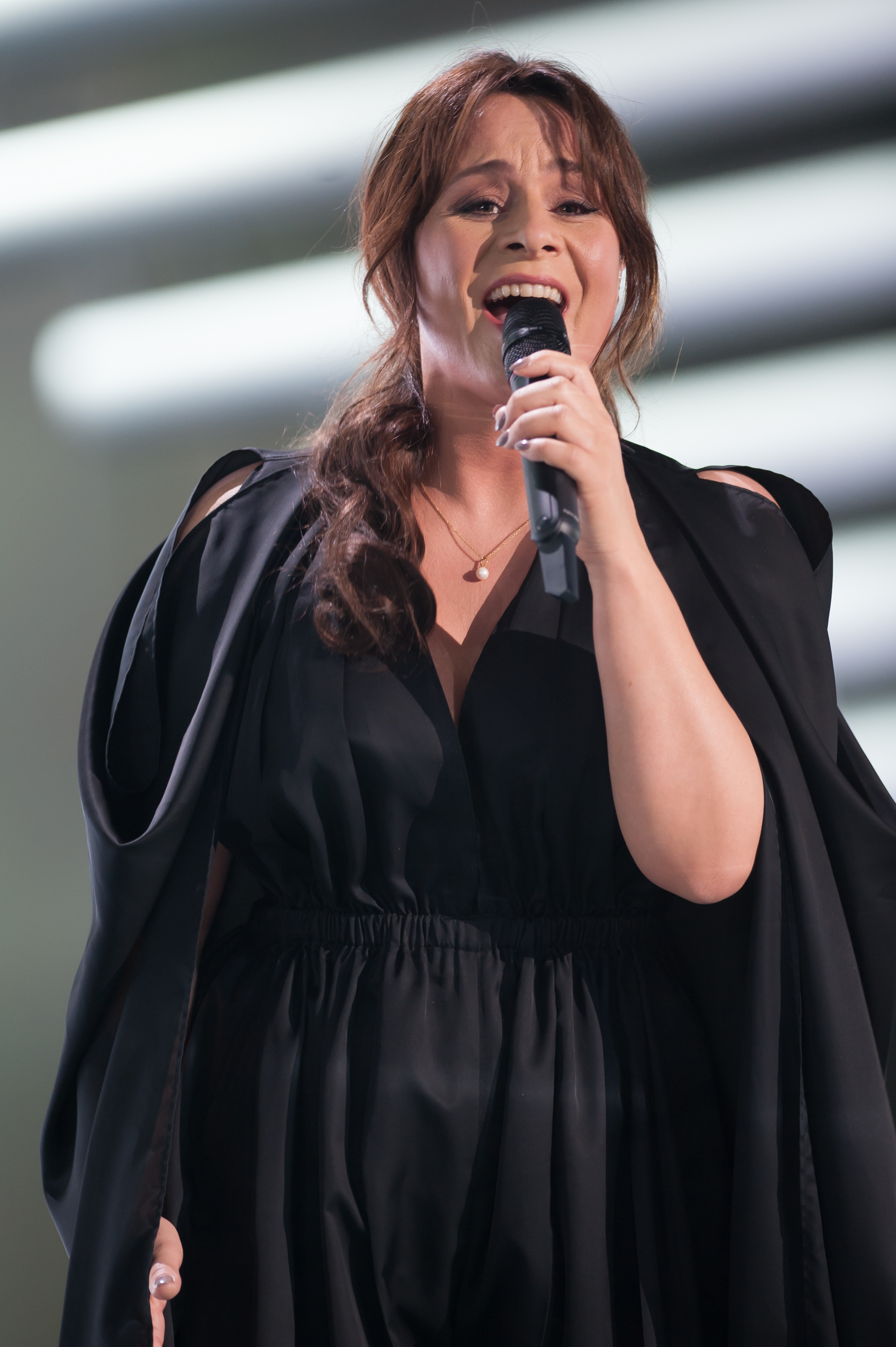
Trijntje Oosterhuis, gagnante en 2015.
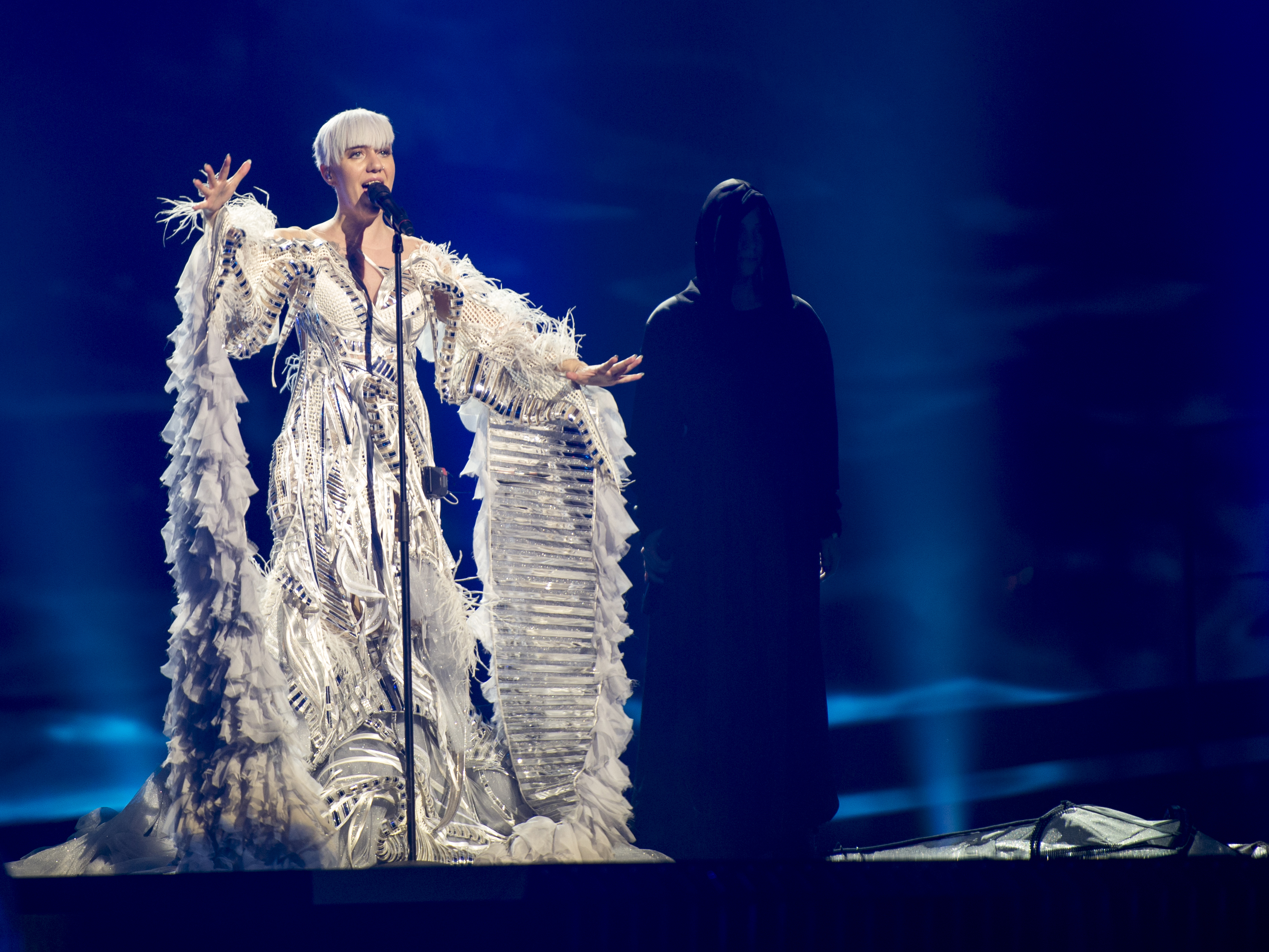
Nina Kraljić, gagnante en 2016.
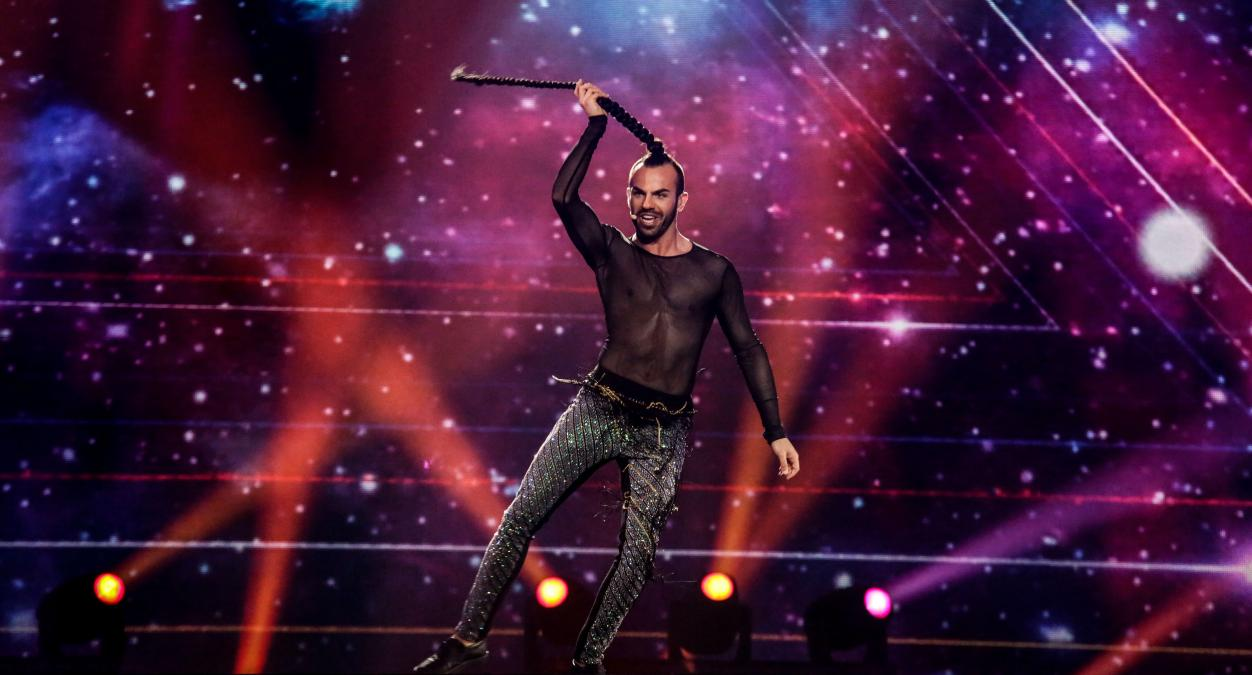
Slavko Kalezić, gagnant en 2017
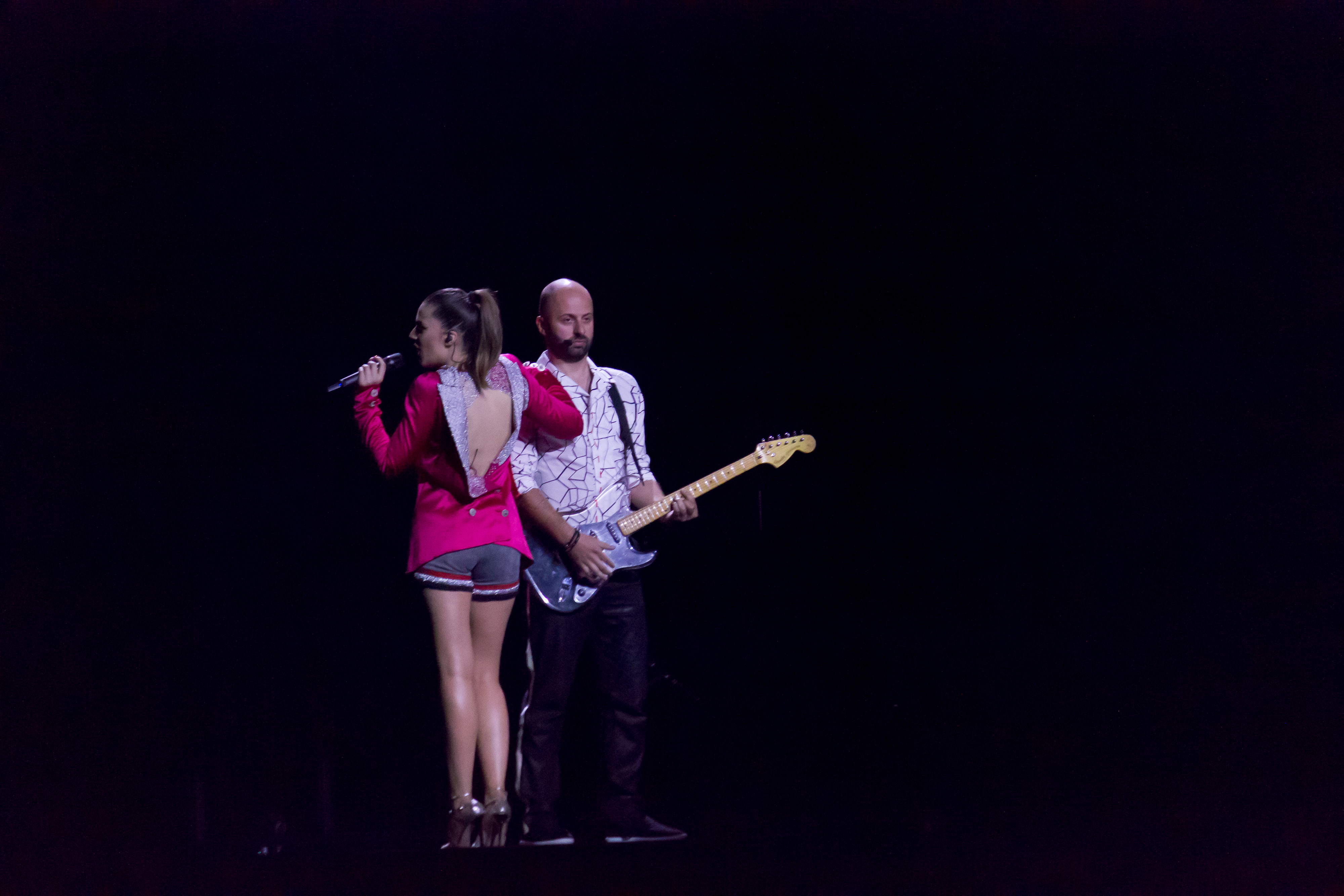
Eye Cue, gagnants en 2018
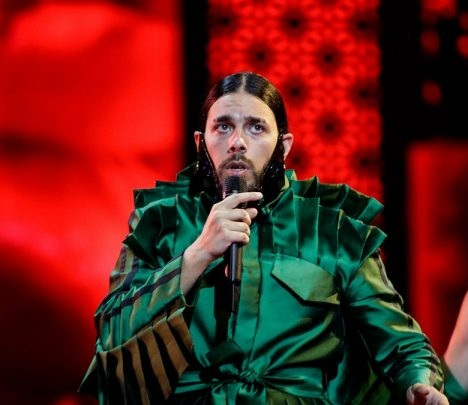
Conan Osíris, gagnant en 2019